# Xanthorhoe lagganata
Xanthorhoe lagganata är en fjärilsart som beskrevs av Louis W. Swett och Samuel E. Cassino 1920. Xanthorhoe lagganata ingår i släktet Xanthorhoe och familjen mätare. Inga underarter finns listade i Catalogue of Life.